# Полуошейниковый ястреб
Полуошейниковый ястреб (лат. Microspizias collaris) — вид хищных птиц из семейства ястребиных (Accipitridae). Подвидов не выделяют. Распространён в Южной Америке. Естественными местами обитания являются субтропические или тропические влажные горные леса. В основном питается птицами.

## Описание
Полуошейниковый ястреб достигает длины 25—30 см, из которых на хвост приходится 11—13 см; размах крыльев 43—53 см. Половой диморфизм выражен только в размерах; самки крупнее самцов на 4—22%, например, длина крыла у них составляет 168—180 мм против 148—162 мм у самцов. У взрослых особей макушка и затылок черноватые, с прерывистым белым затылочным воротником; остальная часть спины черновато-коричневая. Горло белое, нижняя часть тела белая с коричневато-чёрными полосками; хвост серый с пятью чёрными полосами. Радужная оболочка оранжево-жёлтая, восковица и ноги жёлтые. У молодых особей выделяют два морфы. У рыжей морфы верхняя часть тела рыжеватая с тёмными крапинками; макушка и затылок черноватые, воротник ярко-рыжий; хвост рыжеватый с тонкими чёрными полосами; нижняя часть тела бледно-рыжая с рассеянными полосами, горло беловатое. У коричневой морфы верх коричневого цвета; макушка темнее, воротник беловато-рыжеватый; хвост с серыми и чёрными полосками; низ кремовый, с желтовато-коричневыми полосками.
Единственная известная вокализация — это серия из четырех слегка повышающихся высоких пронзительных звуков, произносимых примерно за 0,5 сек. и звучащих как «quee-kee-kee-kee».

## Распространение и места обитания
Полуошейниковый ястреб распространён в Южной Америке: юго-запад Венесуэлы (Мерида, Тачира и северо-запад Баринаса) на юг по западным и восточным склонам Анд, через Колумбию в Эквадор; также обнаружен на юге Перу (Куско) и севере Перу (Амасонас и Сан-Мартин).
Естественными местами обитания являются субтропические или тропические влажные горные леса. Встречается на большей высоте, чем ястреб-крошка (Microspizias superciliosus): на высоте 1300—1800 м над уровнем моря в Венесуэле, 500—1800 м в Колумбии, 1500—2200 м в Эквадоре и, вероятно, 1500—2500 м в Перу.

## Биология
Биология практически не исследована. Предположительно, он питается в основном птицами, включая колибри, также был замечен за нападением на стаю серогрудых кустарниковых танагр (Chlorospingus semifuscus) на северо-западе Эквадора.